# Arzal
Arzal är en kommun i departementet Morbihan i regionen Bretagne i nordvästra Frankrike. Kommunen ligger i kantonen Muzillac som tillhör arrondissementet Vannes. År 2022 hade Arzal 1 794 invånare.

## Befolkningsutveckling
Antalet invånare i kommunen Arzal
| Referens: INSEE |